# Scrum
 Ikke at forveksle med SCUMM.
Scrum er en agil udviklingsmetode skabt i starten af 1990'erne med meget fokus på projektledelse.

## Overordnet
Scrum tager udgangspunkt i, at udvikling af software kan være en kompliceret og uforudsigelig proces og derfor snarere er en form for kontrolleret black box frem for en planlagt proces. Dette er en af de største forskelle mellem Scrum og vandfalds- og spiralmetoderne, som anser udviklingsprocessen som en fuldt ud tilrettelagt proces.
De største problemer med disse ældre, formelle metoder er følgende:
- Man kender ikke alle krav i begyndelsen af en proces.
- Krav kan ændre sig i løbet af processen.
- Processen bliver uforudsigelig, når der bruges nye værktøjer og teknologier.

I Scrum er udviklingsprocessen modsat vandfalds- og spiralmetoderne ikke en lineær proces. I langt de fleste tilfælde består disse lineære processer af følgende fire aktiviteter: Analyse, Design, Implementering og Test. Scrum derimod fastsætter ikke nogen retningslinjer for i hvilken rækkefølge aktiviteterne skal implementeres. Et projekt kan derfor starte med en hvilken som helst aktivitet, og skifte til en anden aktivitet på ethvert tidspunkt. Dette øger projektets fleksibilitet og produktivitet.
Andre punkter der kendetegner Scrum er:
- Fleksible tidsplaner
- Fleksible deadlines
- Små udviklingshold
- Hyppig gennemgang
- Objektorientering
- Samarbejde mellem udviklingshold

Ordet scrum er en term fra rugby og en forkortelse for scrummage, som har samme rod som ordet skærmydsel.

## Roller
Scrum metoden indeholder tre roller som er essentielle for gennemførelsen af et projekt ved brug af Scrum.
- Product Owner

Denne er ansvarlig for produktet og planlægge leverancerne til kunden igennem en effektiv kravstyring.
- Scrum Master

Scrum Master har til opgave at sikre en succesfuld gennemførelse af de enkelte sprints og samtidig synliggøre fremdriften for product owner.
- Development Team

Holdet er ansvarlig for at færdiggøre de enkelte sprints indenfor de fastsatte budgetter.

En nærmere beskrivelse af de tre roller kan findes i referencerne  og .

## Artefakter
- Produkt Backlog

En samlingsplads for alle krav til systemet. Håndteres af systemets ejer. Der er ingen begrænsning på hvor mange krav der må være. Til gengæld benyttes prioritering. Jo højere prioritet, jo bedre specificeret skal kravene være.
- Sprint Backlog

Den del af en Produkt Backlog som Scrum-gruppen påtager sig at implementere under den kommende Sprint.
- Increment

Summen af alt arbejde i et sprint, som er klar til frigivelse.

## Begivenheder
- Sprint

Arbejdet inddeles i Sprints. Hver sprint, som varer maksimalt 30 dage, indledes med et møde (Sprint Planning) og afsluttes med en fremvisning af en ny version af det kørende system, hvor de lovede ændringer indgår (Sprint Review).
- Sprint Planning

Product Owner og Scrum Team sætter sig sammen, og evaluerer User Stories og tildelte Story Points. Bør maksimalt tage 8 timer, hvis et sprint er på 1 måned. Nedjusteres hvis sprintet er kortere end dette.
- Daily Scrum

- Sprint Review
- Sprint Retrospective